# Butch (LGBT)

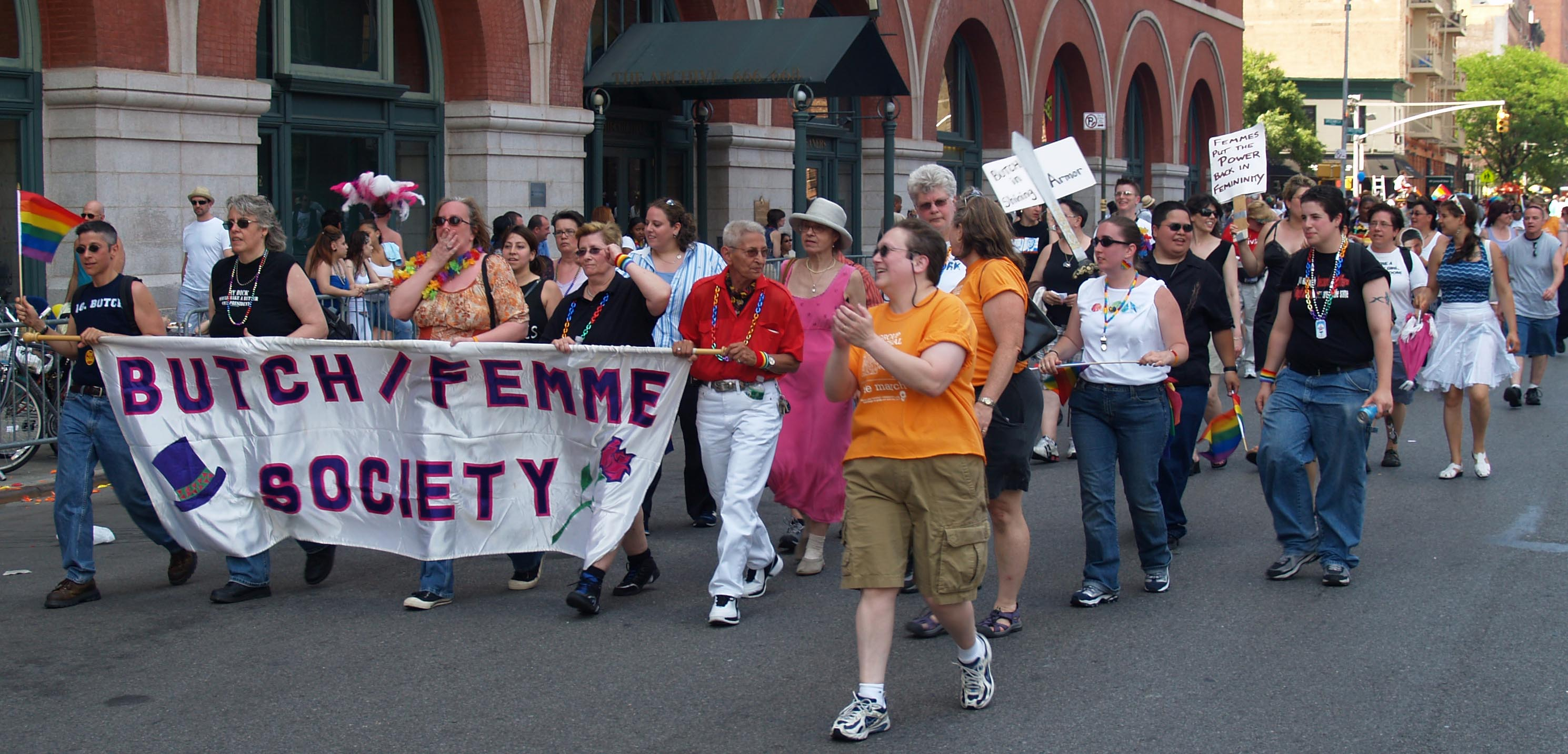
"Lesbian Butch/Femme Society" durante una manifestazione a New York

Il termine butch (dall'inglese "maschiaccio"), come l'italiano "camionista", viene spesso usato per indicare una donna lesbica con atteggiamenti e abbigliamento prettamente mascolini, generalmente in contrapposizione alla femme, cioè una donna lesbica con atteggiamento e abbigliamento femminili. Il termine butch viene usato anche per uomini, specialmente queer, a connotarne le caratteristiche "virili", come baffi, atteggiamento da macho, ecc.
In effetti, per quelle che si definiscono tali, butch definisce più uno stile di vita e una scala di valori che solo l'aspetto esteriore. Semplificando, si può dire che una persona butch rappresenti, in positivo, una versione esaltata di mascolinità, con caratteristiche prime forza e cavalleria. Utilizzato a partire dagli anni Cinquanta e, quindi, spesso ridotto a stereotipo, il modello butch/femme  fu spesso criticato e rifiutato dalla comunità lesbica e femminista, che vedeva nella dicotomia dei due ruoli un perpetuarsi del maschilismo e del patriarcato.

## Storia
I ruoli butch e femme risalgono almeno all'inizio del XX secolo. Erano particolarmente visibili nella cultura dei locali frequentati da donne lesbiche della classe operaia degli anni quaranta, cinquanta e sessanta, in particolare negli Stati Uniti. In quel contesto, i rapporti butch-femme erano la norma, mentre quelli butch-butch e femme-femme erano visti quasi come un “tabù”.
Le cosiddette ki-ki, cioè donne dall'identità di genere più fluida e che quindi si muovevano fra la femminilità e la mascolinità, erano considerate in termini negativi e potevano essere anche oggetto di scherno.
Durante gli anni quaranta del XX secolo, negli Stati Uniti la maggior parte delle donne butch erano costrette a vestire abiti convenzionalmente considerati femminili; tuttavia, durante i fine settimana, si potevano concedere camicie e cravatte inamidate per andare nei bar o alle riunioni di gruppi attivisti. Negli anni cinquanta la nuova generazione di donne butch rifiutò di vivere una doppia vita, iniziando a utilizzare un abbigliamento butch a tempo pieno o il più spesso possibile. Questo permise loro di entrare nella forza lavoro solo per alcune specifiche mansioni che non richiedevano un dress code specifico per le donne (ad esempio, il lavoro in fabbrica, autotrasportatore, etc.).
La loro aumentata visibilità, insieme alla politica anti-gay dell'era McCarthy, condusse a un aumento delle aggressioni con vittime donne saffiche; allo stesso tempo, la cultura ora più forte e ribelle dei locali LGBTQ+ divenne sempre più capace di rispondere con fermezza ai soprusi. Pur essendoci una fetta consistente di donne femme, presenti e combattive, all'interno di questi scontri, difendere gli spazi di aggregazione lesbica divenne prerogativa del ruolo butch.
Se negli anni quaranta l'immagine prevalente delle donne butch era severa, ma delicata, questa divenne sempre più dura e aggressiva proprio per la parte attiva del confronto, spesso violento, divenuto ormai un fattore costante nella vita di tutti i giorni. A cominciare dagli anni settanta, alcune teoriche femministe alzarono delle critiche sulla dicotomia butch/femme, sostenendo che le dinamiche presenti derivassero dalla necessità di imitare i ruoli di genere eterosessisti.
Proprio per questo, si supponeva che, all'interno della coppia butch-femme, la parte butch dovesse svolgere il ruolo del partner attivo, quindi in una posizione "dominante" nella sfera sessuale e relazionale. Ma, a differenza dalle dinamiche di molti rapporti eterosessuali, il compito descritto dal partner butch era quello del dare il piacere alla sua compagna femme. L'essenza di questa dinamica emotiva/sessuale è ben descritta dall'ideale delle “butch di pietra” (stone butch), anche dette butch intoccabili. Con "intoccabile" ci si riferisce, appunto, al dare piacere e non a riceverlo.
Seppure l'identità butch sia stata creata riprendendo svariati modelli comportamentali ed estetici della società cis-eterosessuale, le donne che si rivedevano in questo stile di vita sono riuscite, con il tempo, a rimodellarla a tal punto da rispecchiare una visione prettamente queer.